# Kolbjörn Guwallius
Kolbjörn Per Guwallius, född 1977 i Umeå, Västerbotten, är en svensk journalist, författare och fotograf.

## Biografi
Kolbjörn Guwallius har skrivit sex egna böcker, medverkat i tre antologier och tidigare gjort två dokumentärfilmer. Han bor och arbetar i Malmö.
Hans reportageböcker har avhandlat ämnen som bostäder, grindsamhällen, gatukonst, det offentliga rummet, bevakningsfrågor, väktare och ordningsvakter. 2019 romandebuterade han med boken Kloaksajterna som handlar om personerna bakom några fiktiva sajter nära Sverigedemokraterna.

## Filmografi
- 2006 – Valrossarna
- 2008 – Rätten till staden